# Pernes-les-Fontaines
Pernes-les-Fontaines é uma comuna francesa na região administrativa da Provença-Alpes-Costa Azul, no departamento de Vaucluse. Estende-se por uma área de 51,12 km². Em 2010 a comuna tinha 10 259 habitantes (densidade: 200,7 hab./km²).